# Sculpture Trail King's Wood

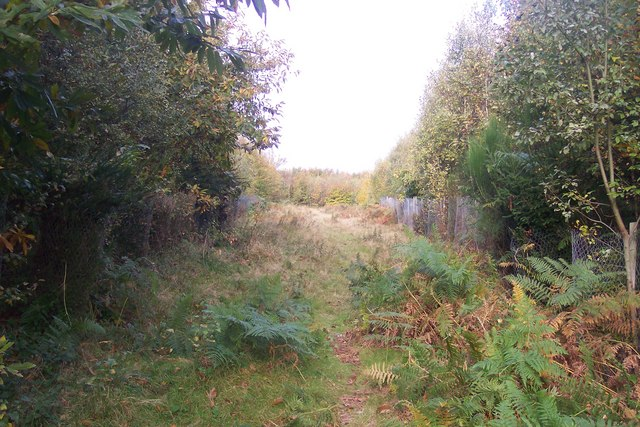
Via Lucem Continens (2000)

Sculpture Trail King's Wood is een beeldenroute bij Challock in het graafschap Kent. De organisatie van de beeldenroute in King's Wood ligt sinds 1994 in handen van het Stour Valley Arts Project in Canterbury. Tot de deelnemende kunstenaars behoren Engelse beeldhouwers, die vooral werken met materialen uit de natuur en zogenaamde land art-kunstenaars.

## Deelnemende kunstenaars
- Richard Harris met Untitled (1994)
- Richard Harris met Untitled (1994)
- Tim Norris met Hill Seat (1994/95)
- Tim Norris met Coppice Seat (1994/95)
- Andy Frost met Play Sculpture & Picnic Furniture (1995)
- Chris Drury met Coppice Cloud Chamber (1998)
- Lukasz Skapski met Via Lucem Continens (2000) - ook wel genaamd: Yew Tree Walk of Time Walk
- Rosie Leventon met Ring (2003)
- Rosie Leventon met B52 (2003)
- Peter Fillingham met The Last Eleven Years (2005)
- Jem Finer met Score For A Hole In The Ground (2006)
- London Fieldworks met Super Kingdom - 3-delig (2008)
- Gregory Pryor met Miracle Of The Legs (2009)

Alsmede kunstwerken, die terugkeren tot de natuur en weer verloren gaan, van onder anderen:
- Giuliano Mauri met Imprints
- Dominique Bailly met Circle, Line, Cone
- Emily Allchurch met Walkway

## Fotogalerij

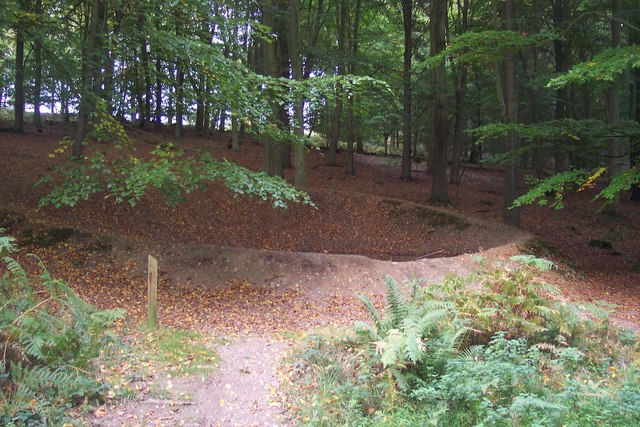
Ring van Rosie Leventon
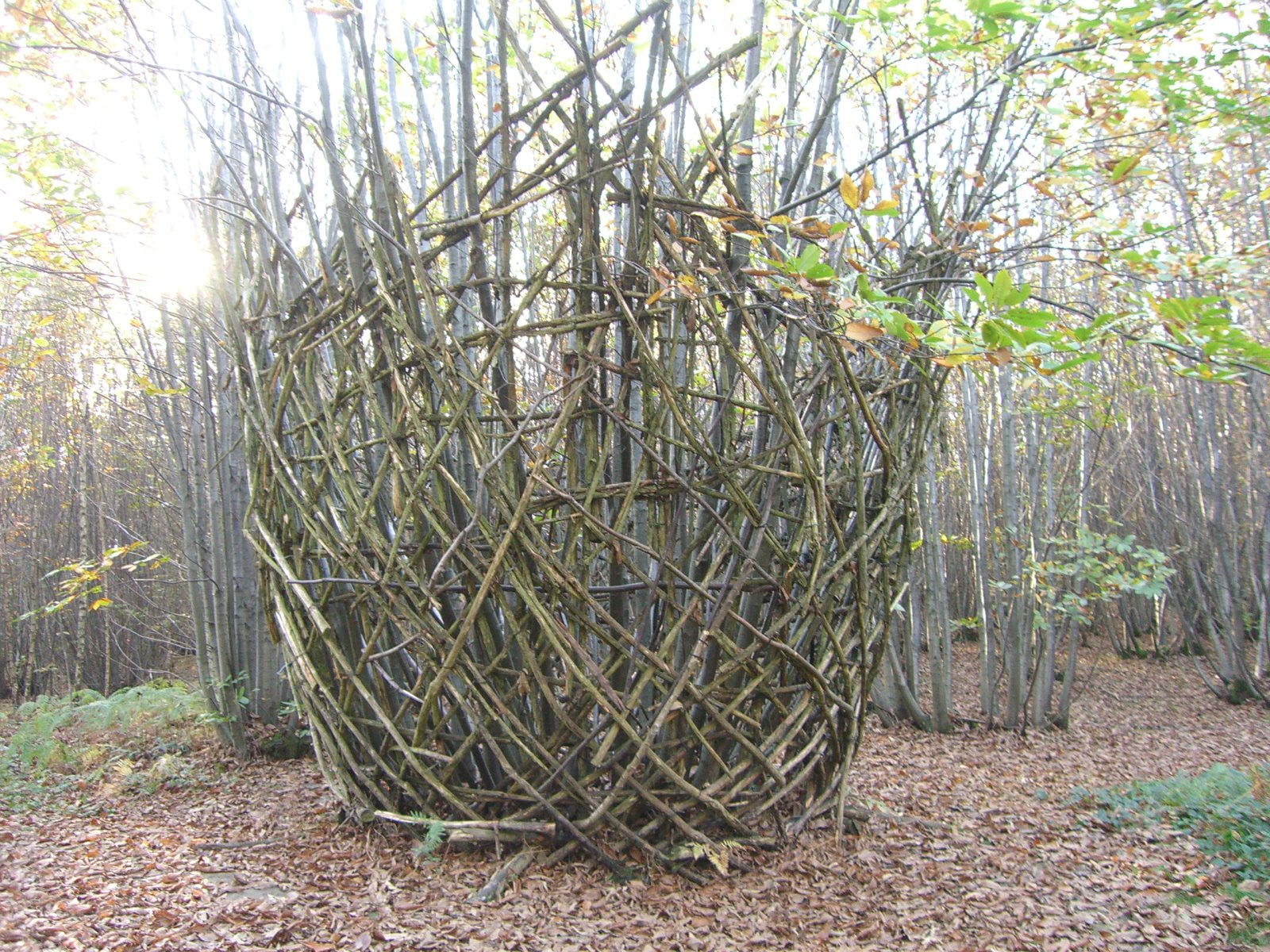
Imprints van Giuliano Mauri
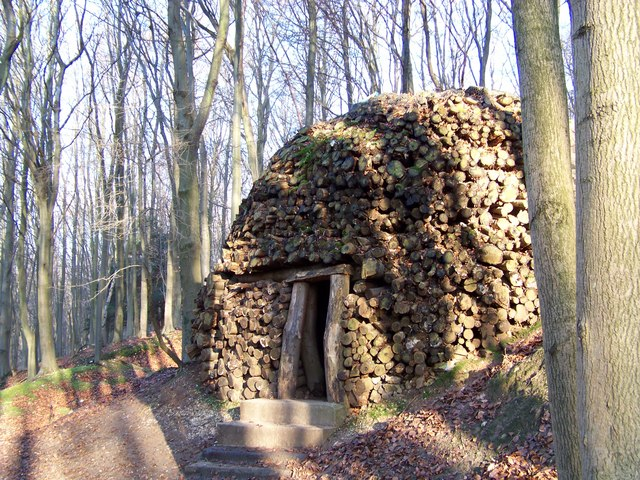
Coppice Cloud Chamber van Chris Drury
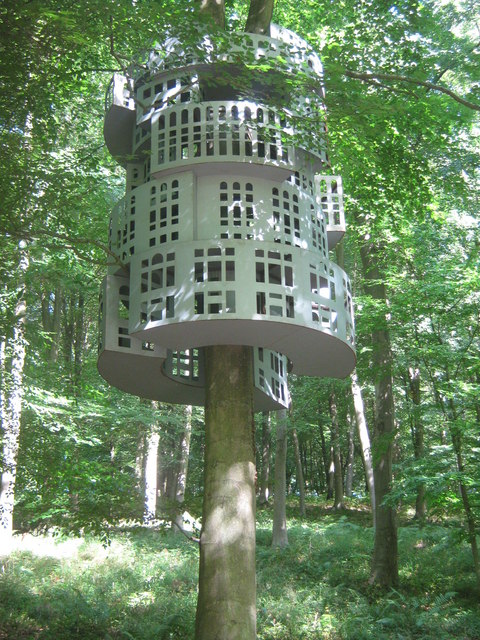
Super Kingdom (deel) van London Fieldworks
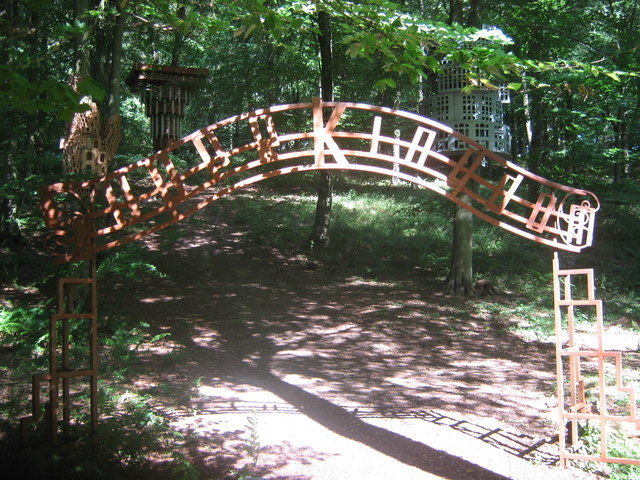
Super Kingdom (3-delig) van London Fieldworks
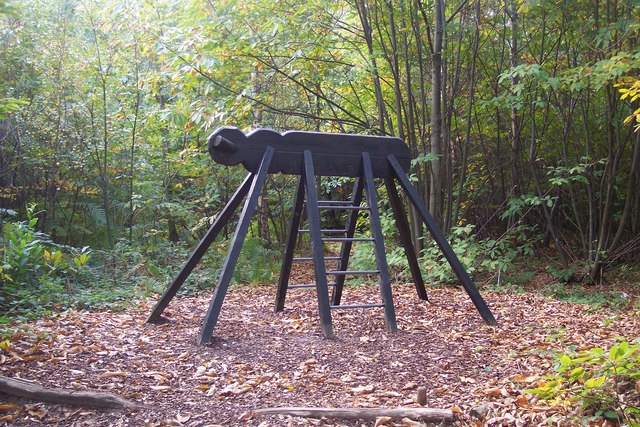
Play Sculpture van Andy Frost
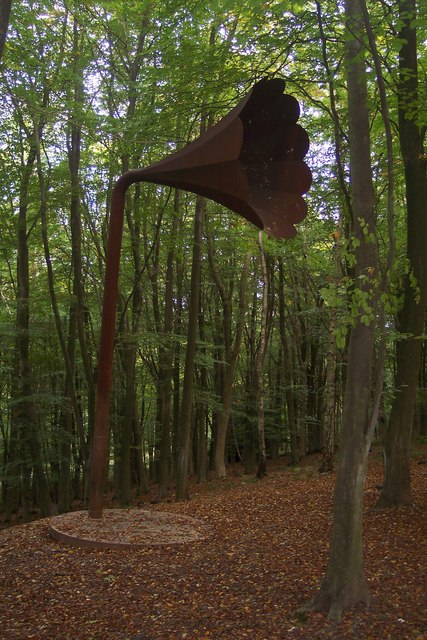
Score For A Hole In The Ground van Jem Finer
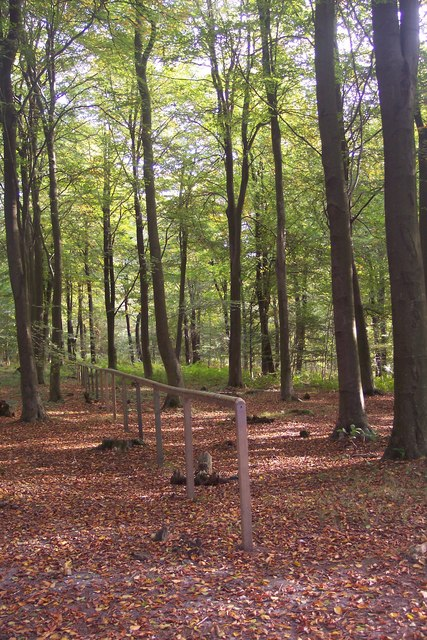
The Last Eleven Years van Peter Fillingham